# TRY TO REMEMBER
「TRY TO REMEMBER」（トライ・トゥ・リメンバー）は、光GENJIの26作目のシングル。1994年7月21日（木曜日）にポニーキャニオンから発売された。

## 解説
本作は、アルバム『FOREVER YOURS』と同時発売された。
リリース翌日である7月22日に出演した『ミュージックステーション』にて大沢樹生・佐藤寛之が同年8月末の脱退を発表。光GENJI名義としては最後のシングルとなった。
本曲の間奏に「ガラスの十代」「風の中の少年」「WINNING RUN」など、これまでのシングル曲の一部が断片的に散りばめられている。

## 記録
売上枚数は、公称で9,7万枚を記録、オリコンで週間９位を記録した。

## 収録曲
1. TRY TO REMEMBER
  - 作詞：松井五郎　作曲：清岡千穂　編曲：米光亮
2. LUNAR PARK-GO-ROUND
  - 作詞：森田由美　作曲：石田正人　編曲：新川博　コーラス編曲：曳田修、鈴木弘明
  - GENJIの5人として最後のソロパートがある。
  - 光の2人はソロパートがなく、2人だけのパートがある。
3. TRY TO REMEMBER（MINUS LEAD VOCAL KARAOKE）
4. LUNAR PARK-GO-ROUND（MINUS LEAD VOCAL KARAOKE）